# 張雅屏
張雅屏（1972年7月21日—），中華民國政治人物，前國民黨副秘書長兼組發會主委。自1998年馬英九參選台北市長以來，張雅屏即參與各項輔選工作，後進入中國國民黨黨務工作，分別負責籌組青年團以及中央及地方黨務組織負責人的工作。
曾擔任行政院組織改造前的行政院青輔會主任秘書，2018年底擔任中國國民黨中央評議委員，2020年隨洪秀柱參選台南第六選區立委南下，2021年受國民黨主席候選人張亞中推薦擔任國民黨主席暨全國黨代表選舉監察委員。
2019年起致力推動增進政治人物與選民互動的關係，由醫病關係成為家人關係。推動設立合作社的方式作為協助台灣年輕從政者降低經營成本，並開發選民服務與幹部管理的手機應用程式。

## 爭議
時任中國國民黨屏東縣黨部主委的張雅屏，在2014年屏東縣縣長選舉及縣議員選舉期間，為替該黨候選人簡太郎輔選而稱民主進步黨籍候選人潘孟安與已婚的中國國民黨籍屏東縣議員林郁虹有婚外情，而引發爭議。11月10日，屏東地方法院檢察署與警調搜索中國國民黨屏東縣黨部；11月24日，檢方再搜索該黨部及張雅屏等黨工住所，張雅屏因罪嫌重大且有湮滅證據、勾串共犯及證人之虞而遭聲請羈押並獲屏東地方法院裁定羈押禁見。創下台灣司法史首次選前羈押政黨地方負責人的案例。
2015年3月4日，張雅屏調昇至該黨中央。
屏東地方法院於2016年4月29日宣判張雅屏因未經合理查證即惡意傳播虛構杜撰無證據之事而違犯《公職人員選舉罷免法》第一百零四條之散布謠言罪，應服刑2年10個月、褫奪公權5年。高等法院高雄分院及最高法院均維持原判。
潘孟安與林郁虹分別對張雅屏等提出請求賠償損害之民事訴訟。遭影射的林郁虹不滿中國國民黨中央為求勝選，竟不惜犧牲她的清白、縱容縣黨部散發不實文宣傷害自家人，雖期間多次私下與庭上表達歉意，仍憤而於張被判刑定讞後對該黨提起民事訴訟求償一千萬元。潘孟安也要求張雅屏在《自由時報》等四家主要報紙頭版刊登道歉聲明，以恢復他受損的名譽。
2017年7月6日，張雅屏入監獄服刑。
2021年2月，民事判決確認，中國國民黨與張雅屏為共同被告須負擔潘孟安與林郁虹登報道歉事宜，並賠償林郁虹六十萬民事訴訟費用。

## 冤案論者
1. 媒體人黃智賢稱選舉自由和言論自由是民主的兩大基石。司法對待張雅屏與綠營政治人物標準顯然不同，綠營做什麼都可以，而國民黨做什麼都不行。[18]
2. 前警大教授葉毓蘭認為，被判處有期徒刑2年10個月重刑，為史上最重謠言罪罪刑，難免啟人司法為政治(黨)服務的疑竇。[19]
3. 國民黨主席洪秀柱認為：司法會有如此重的判決，根據何在？讓社會對司法完全失去信心，沒有公平、正義。況且三年來誹謗罪2萬8000多件，起訴5000多件，判入監的一件都沒有，選舉相關誹謗案多是無罪或易課罰金。 [20]
4. 訴訟中消息來源證人被告張栢榔偽證部分，於張雅屏入監服刑後獲判無罪確認。造成消息來源查證合理，但引用者獲判有罪之矛盾判決，附判決書如上。[21]#判決書二。[22]#判決書三。[23]
5. 台灣資深媒體人董智森經過查證表示，張雅屏為選舉文宣入獄為政治判決。[24]